# Savignano Irpino
Savignano Irpino es uno de los 119 municipios o comunas ("comune" en italiano) de la provincia de Avellino, en la región de Campania. Con cerca de 1.647 habitantes, se extiende por un área de 38 km², teniendo una densidad de población de 34 hab/km². Linda con los municipios de Ariano Irpino, Greci, Montaguto, Monteleone di Puglia, y Panni.

## Ciudades hermanadas
Savignano Irpino está hermanada con:
- Savigneux, Francia
- Essenbach, Alemania

## Demografía
| Gráfica de evolución demográfica de Savignano Irpino entre 1861 y 2001 |
|                                                                        |
| Fuente ISTAT - elaboración gráfica de Wikipedia                        |

- Datos: Q55109
- Multimedia: Savignano Irpino / Q55109

1. ↑  Worldpostalcodes.org, código postal n.º 83030.
2. ↑  «Codici Catastali». Comuni-italiani.it (en italiano). Consultado el 29 de abril de 2017.